# Ярославове
Ярославове (у минулому: Село № 16, Альт-Постталь, Малояросла́вець Другий)  — село Тарутинської селищної громади в Болградському районі Одеської області в Україні. Засноване свого часу німецькими колоністами. Населення становить 707 осіб.

## Історія
За даними 1859 року у німецькій колонії Альт-Постталь (нім. Alt-Posttal) Аккерманського повіту Бессарабської області мешкало 1146 осіб (516 чоловічої статі та 444 — жіночої), налічувалось 84 дворове господарство, існували лютеранський молитовний будинок та сільське училище.
Станом на 1886 рік у німецькій колонії Малоярославецької волості мешкало 1890 осіб, налічувалось 169 дворових господарств, існували лютеранська церква, паровий млин, лавка.
За переписом 1897 року кількість мешканців зменшилась до 1605 осіб (826 чоловічої статі та 779 — жіночої), з яких 1524 — лютеранської віри.
12 червня 2020 року, відповідно до Розпорядження Кабінету Міністрів України від № 724-р «Про визначення адміністративних центрів та затвердження територій територіальних громад Одеської області», увійшло до складу Тарутинської селищної територіальної громади.
19 липня 2020 року, в результаті адміністративно-територіальної реформи і ліквідації Тарутинського району, село увійшло до складу новоутвореного Болградського району.
19 вересня 2024 року Верховна Рада підтримала перейменування села Малоярославець Другий на Ярославове на честь Великого князя київського Ярослава Мудрого. 26 вересня 2024 року перейменування набуло чинності.

## Населення
Згідно з переписом УРСР 1989 року чисельність наявного населення села становила 724 особи, з яких 338 чоловіків та 386 жінок.
За переписом населення України 2001 року в селі мешкала 701 особа.

### Мова
Розподіл населення за рідною мовою за даними перепису 2001 року:
| Мова       | Чисельність | Відсоток |
| ---------- | ----------- | -------- |
| болгарська | 316         | 44,70%   |
| українська | 185         | 26,17%   |
| російська  | 144         | 20,37%   |
| гагаузька  | 53          | 7.50%    |
| румунська  | 8           | 1,13%    |
| німецька   | 1           | 0,13%    |
| Усього     | 707         | 100%     |